# Họ Cá kìm
Cá lìm kìm hay còn gọi là cá kìm hay Họ Cá lìm kìm (Danh pháp khoa học: Hemiramphidae) là một họ cá trong Bộ Cá nhói). Tên gọi tiếng Anh là: Halfbeak, (do từ chữ Hy Lạp, Hemi = half = nửa; rhamphos= beak, bill= mỏ) do ở hình dạng của hàm cá hàm dưới dài hơn hàm trên rất rõ rệt. Đây là một họ cá phân bố khá rộng, sống tại những khu vực nước ấm trên toàn thế giới.

## Phân loại
Họ Cá kìm theo truyền thống bao gồm hai phân họ là phân họ Cá kìm nước mặn (Hemiramphinae) - tuy rằng một số loài vẫn sống được nơi nước lợ, và phân họ Cá kìm nước ngọt (Zenarchopterinae). Nhưng gần đây người ta đã tách Zenarchopterinae ra thành họ riêng gọi là Zenarchopteridae. Các chi trong họ này sau khi tách riêng Zenarchopterinae bao gồm:
- Arrhamphus
- Chriodorus
- Euleptorhamphus
- Hemiramphus
- Hyporhamphus
- Melapedalion
- Oxyporhamphus
- Rhynchorhamphus

## Đặc điểm
Cách thức sinh sản của cá kìm cũng có những đặc điểm thay đổi tùy loài trong họ có thể đẻ trứng, đẻ trứng có con và đẻ con. Cá thuộc phân họ Hemiramphinae đẻ trứng, trong khi đó cá thuộc phân họ Zenarchoptirae lại đẻ con hay trứng đã thành con sự chuyển tinh trùng từ cá trống sang cá mái diễn ra nơi một bộ phận giao phối tạo ra do sự biến đổi ở vây hậu môn (andropodium) trứng thụ tinh bên trong andropodium sẽ phát triển sau từ 4 đến 8 tuần, mỗi lứa đẻ con có khi chỉ 10 con. Cá kìm nước ngọt chỉ dài 3–4 cm, trong khi đó loài nước mặn và nước lợ có thể đến 35 cm. Chúng ăn các sâu bọ, nhuyến thể thủy sinh và cả những thực vật như rong, tảo. 

## Giá trị
Cá kìm tuy không được xem là một loài cá quan trọng về mặt khai thác ngư nghiệp (tuy ở Úc, đánh bắt một số lượng cao các loài cá kìm biển như Hyporhamphus australis, Hyporhamphus melanochir) nhưng thịt được xếp vào loại ngon, tuy nhiều xương, dùng dưới dạng ăn tươi, xấy khô hay hun khói. Tại Florida, cá được đánh bắt để dùng làm mồi câu (trị giá mỗi năm lên đến 500 ngàn USD. Tại một số quốc gia Âu-Mỹ cá kìm được nuôi làm cá cảnh và tại một số nơi ở Á châu, cá kìm Dermogenys pusillius được dùng làm cá đá.
Cá kìm hay cá dẩu cũng là món đặc sản đầu mùa Đông được chế biến thành nhiều món ăn khá hấp dẫn như: cá kìm kho tiêu, kho nghệ, kho củ nén, kho bở, kho rau răm, nấu canh lá giang, nấu canh mướp hương. Cá kìm vào mùa thì mang một bụng mỡ nên thịt béo ăn ngon. Trong các món được chế biến từ cá kìm, món được ưa thích là món cá kìm tươi kho rim với củ nén (hành tăm). Những ngày trời lành lạnh, món cá kìm kho keo rất thích hợp ăn với cơm nóng kèm dưa leo, chuối chát, rau thơm.
Vì miệng của cá rất nhỏ nên không thể bắt cá bằng cách thả câu mà chủ yếu là giăng lưới. Cá dẩu mùa nào cũng có nhưng nhiều nhất vẫn là mùa nắng nóng. Thời điểm săn cá kìm tốt nhất vào lúc 18h00 ngày hôm trước cho tới 5h00 sáng ngày hôm sau. Hàng năm, vào mùa cá kìm xuất hiện, khi màn đêm buông xuống, từng tốp người cầm đèn pin và vợt đi dọc theo ven hồ chứa nước sông để săn cá kìm, cá này khá hiếm, bắt khó, chỉ sinh trưởng và phát triển khi thời tiết nắng ấm nên cũng có giá khá cao so với các loại cá mè, cá rô.